# Estatut d'Autonomia de Melilla
L'Estatut d'Autonomia de Melilla és l'estatut d'autonomia de la ciutat autònoma de Melilla. Fou aprovat amb la Llei Orgànica 2/1995, de 13 de març, publicat al BOE de 14 de març de 1995. El contingut inicial és idèntic al de l'Estatut d'Autonomia de Ceuta perquè van nàixer alhora de les mateixes forces polítiques majoritàries estatals sense que hi intervingueren les pròpies ciutats.

## Desenvolupament

### Procès d'aprovació
La Constitució espanyola de 1978 preveu en la Disposició Transitòria Cinquena que Ceuta pot esdevindre comunitat autònoma mitjançant un acord adoptat per la majoria absoluta de l'ajuntament.
En els Acords autonòmics de 1981 es va parlar de Ceuta i Melilla, les dues ciutats, dient que o es mantenien com a ajuntaments o esdevenien comunitats autònomes. Eixe mateix any, l'ajuntament de Ceuta va fer un acord per constituir-s'hi, remetent-lo a les Corts Generals.
El 1986, Coalición Popular presentà una proposició d'estatut per a Ceuta i Melilla, es va fer un llarg procés negociador que fou interromput pel Partit Popular per motius d'estratègia electoral.
Durant la dècada de 1990, es presentaren diversos propostes d'estatuts autonòmics que foren rebutjats i es va fer palès l'interés de les ciutats de convertir-se en comunitats autònomes amb les plataformes reivindicatives. En el Pacte autonòmic de 1992 es va comentar l'assumpte. El govern espanyol defenia donar-los una autonomia per via art. 144b CE i el Partit Popular defenia que es convertiren en comunitats autònomes plenes amb la disposició transitòria cinquena. Després de les eleccions de 1993, el Ministeri d'Administracions Públiques envià un informe al PP i al PSOE sobre la posició de Ceuta i Melilla a l'ordenament jurídic espanyol i l'atorgament d'estats d'autonomia. L'informe va ser rebut amb reticències a les ciutats i va ser rebut positivament a Madrid. El setembre de 1994, el Consell de Ministres aprovà els projectes d'estatut de les dues ciutats i foren remitides al Congrés dels Diputats. El projecte satisfeia a ambdós partits polítics estatals: s'establia l'estatus de ciutat autònoma.
El projecte va ser aprovat el febrer de 1995 sense massa incidents.

### Reacció al Marroc
El govern del Marroc considera que Ceuta i Melilla, a més de les places de sobirania situades a la cosa nordafricana, són territori ocupat que ha de ser integrat a la seua jurisdicció. En el Títol preliminar de l'estatut autonòmic de Ceuta s'estableix que Ceuta és part integrant i insoluble de la Nació espanyola, el qual desestima qualsevol consideració de las reivindicacions marroquís.
Tanto en el marc del seu projecte com al de la seua aprovació, es van produir diverses protestes per part del poder executiu marroquí, així com d'altres líders polítics del país, que s'anaren calmant a la fi de 1995.

## Contingut
L'Estatut inclou les competències típiques dels ajuntaments i diputacions provincials i la capacitat d'inicitiva legislativa, sense tindre competències legislatives.